# آرامگاه هادی نجم‌آبادی
مقبره شیخ هادی نجم‌آبادی مربوط به دوره قاجار است و در تهران، خیابان امام خمینی، خیابان شیخ هادی واقع شده‌است و این اثر در تاریخ ۲۷ دی ۱۳۷۷ با شمارهٔ ثبت ۲۲۴۰ به‌عنوان یکی از آثار ملی ایران به ثبت رسیده‌است.